# Psapharochrus excellens
Psapharochrus excellens är en skalbaggsart som först beskrevs av Dmytro Zajciw 1964.  Psapharochrus excellens ingår i släktet Psapharochrus och familjen långhorningar. Inga underarter finns listade i Catalogue of Life.